# Kalle-Antti Suominen
 (juin 2015).
Si vous disposez d'ouvrages ou d'articles de référence ou si vous connaissez des sites web de qualité traitant du thème abordé ici, merci de compléter l'article en donnant les références utiles à sa vérifiabilité et en les liant à la section « Notes et références ».
Pour les articles homonymes, voir Suominen.
Kalle-Antti Suominen est un physicien finlandais.

## Biographie
Depuis le 1er mars 2000, Kalle-Antti Suominen est professeur au département de physique et d'astronomie de l'université de Turku en  Finlande.
Il a participé à la session 1990 de l'École de physique des Houches.
Kalle-Antti Suominen dirige le groupe Quantum Optics and Quantum Dynamics (QOQD). Celui-ci est un des cinq groupes qui constitue le Centre Turku de Quantum Physics (TCQP).
Il a été employé au Helsinki Institute of Physics, à l'université d'Oxford, et à l'université de Helsinki où il a obtenu un PhD en 1992.
En 2005 il est lauréat du Prix Väisälä.
Il est vice-recteur pour la recherche de l'université de Turku (août 2012 - juillet 2017).